# Lancia Aurelia
Die Aurelia ist ein Modell des italienischen Automobilherstellers Lancia, das von 1950 bis 1958 in verschiedenen Motor- und Karosserievarianten (Limousine, Coupé und Cabriolet) produziert wurde.
Mit diesem Fahrzeug zeigte sich Lancia innovativ: Es hatte den ersten in einer namhaften Serie hergestellten V6-Motor, dieser war zudem einer der ersten PKW-Motoren mit Gehäuse und Zylinderkopf aus Leichtmetall. Am Anfang hatte der Motor 1754 cm³ Hubraum (Bohrung 70 mm und 76 mm Hub) mit einer maximalen Leistung von 42 kW (56 hp) bei 4000/min, später gab es in den Coupés bis zu 2,5 l und 113 kW. Die Motoren hatten versetzte Kurbelzapfen, nasse Laufbuchsen und eine zentrale kettengetriebene Nockenwelle mit hydraulischem Spanner. Die hängenden Ventile wurden über Kipphebel betätigt und waren wegen der halbkugeligen Brennräume V-förmig angeordnet. Kupplung, Getriebe und Differential waren in einem Gehäuse vereint (Transaxle) und an der Hinterachse zusammen mit den innenliegenden Trommelbremsen eingebaut. Dadurch waren die Achslasten annähernd gleich. Die Vorderräder waren wie bei der Vorgängerin Aprilia einzeln mit Schiebehülsen aufgehängt (ähnlich wie bei Morgan), hinten gab es zunächst die erste Schräglenkerachse überhaupt, in der vierten Serie ab 1954 dann eine De-Dion-Achse. Die Aurelia war eines der ersten Autos mit Gürtelreifen (165×400).
Die Aurelia wurde vom Konstrukteur Vittorio Jano entworfen. Der Wagen markierte für Lancia vor allem einen wirtschaftlichen Erfolg, war jedoch auch stilprägend für viele weitere Lancia-Modelle. Außerdem begann für Lancia mit diesem Modell seine Erfolgsserie im Rallye-Sport.
Modelle und Stückzahlen:
- Aurelia B10/B15/B21/B22/B12 (Limousine auf verschiedenen Radständen, 1950–1954) 13.677 Stück
- Aurelia B50/B51/B52/B55/B56/B60 (nur Fahrgestell): 783
- Aurelia B20 GT (Coupé, 1951–1958) 3111 Stück[2]
- Aurelia B24 Spider (1955) 240 Stück[3]
- Aurelia B24 Convertibile (1955–1958) 521 Stück

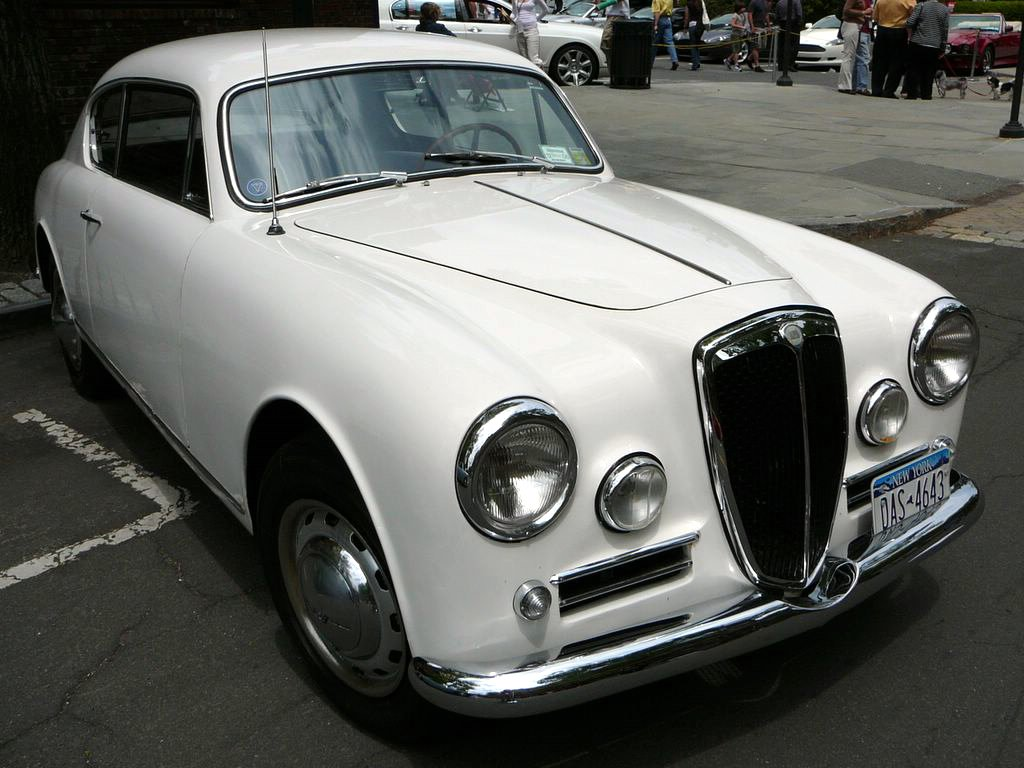
Lancia Aurelia B20S Coupé (1956)
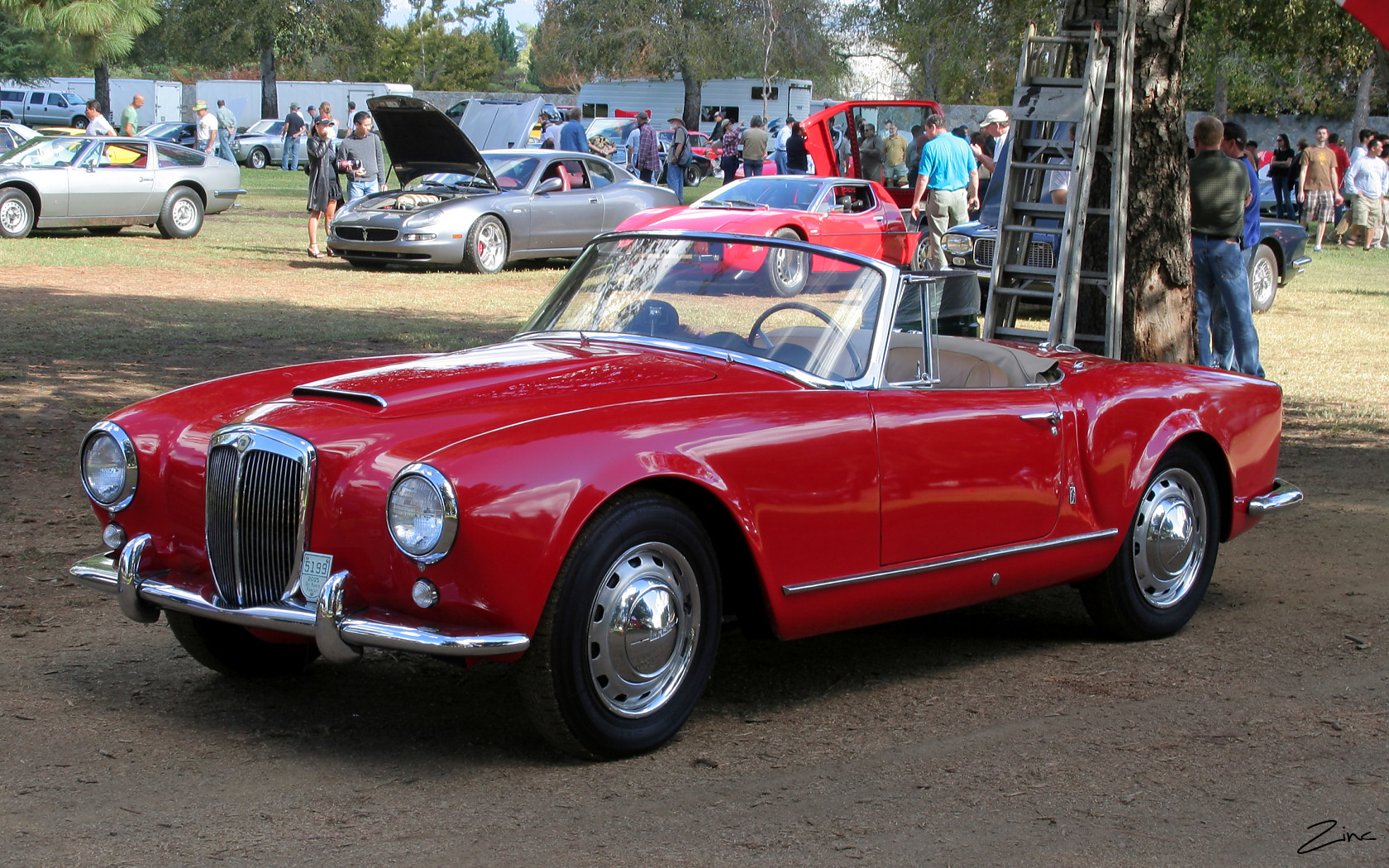
Lancia Aurelia B24 Convertibile (1957)
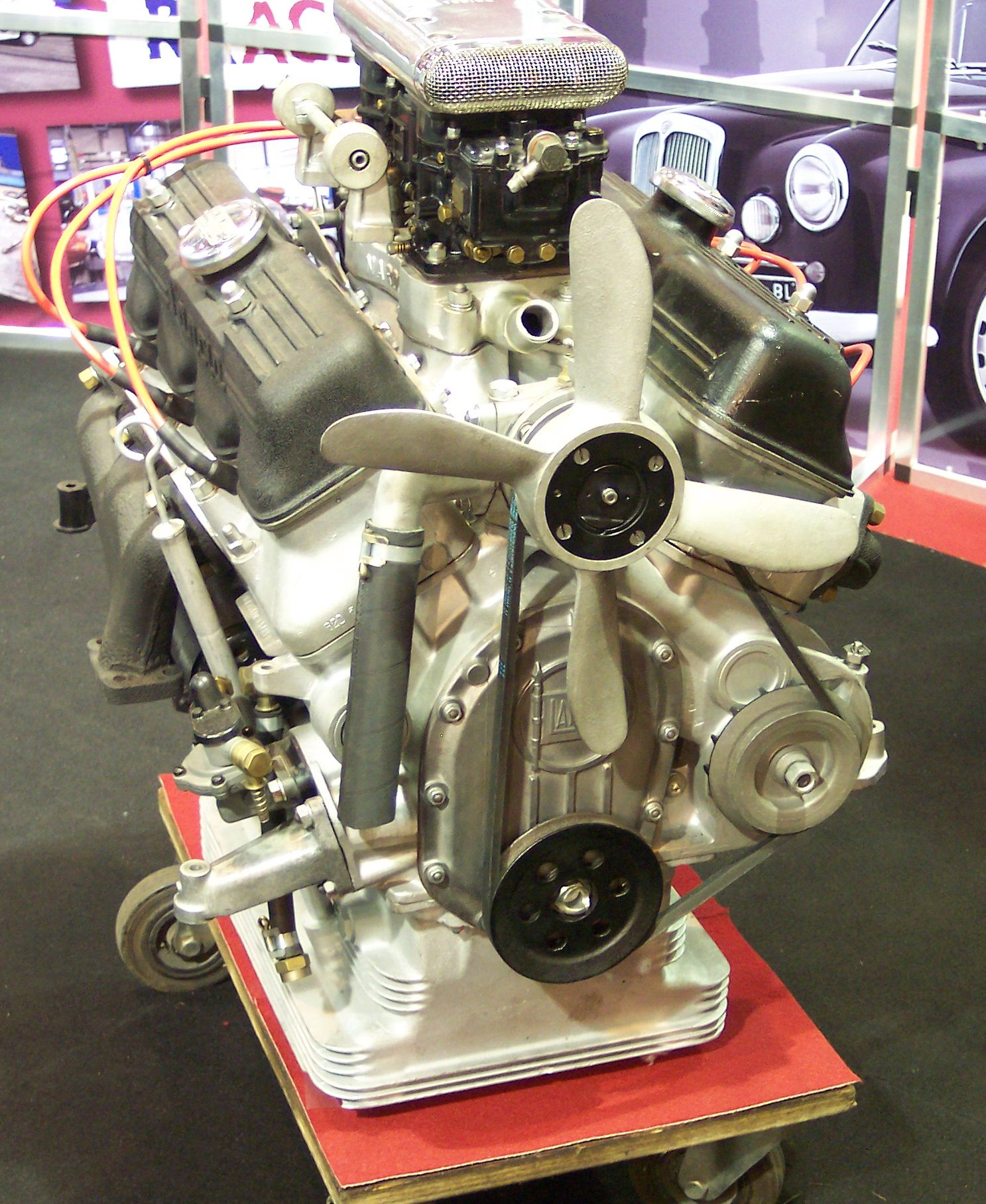
Der V6-Motor

Auf Basis der Aurelia entstand 1956 der Lancia Florida als Studie des im Frühjahr 1957 eingeführten Nachfolgers Lancia Flaminia.